# Девичьи Косы
Девичьи Косы (карач.-балк. Чыранбаши-суу) — водопад в верховьях Баксанского ущелья, расположенный на левом притоке реки Гарабаши — Чыранбаши-су, на высоте около 2800 метров над уровнем моря.

## Географическое положение

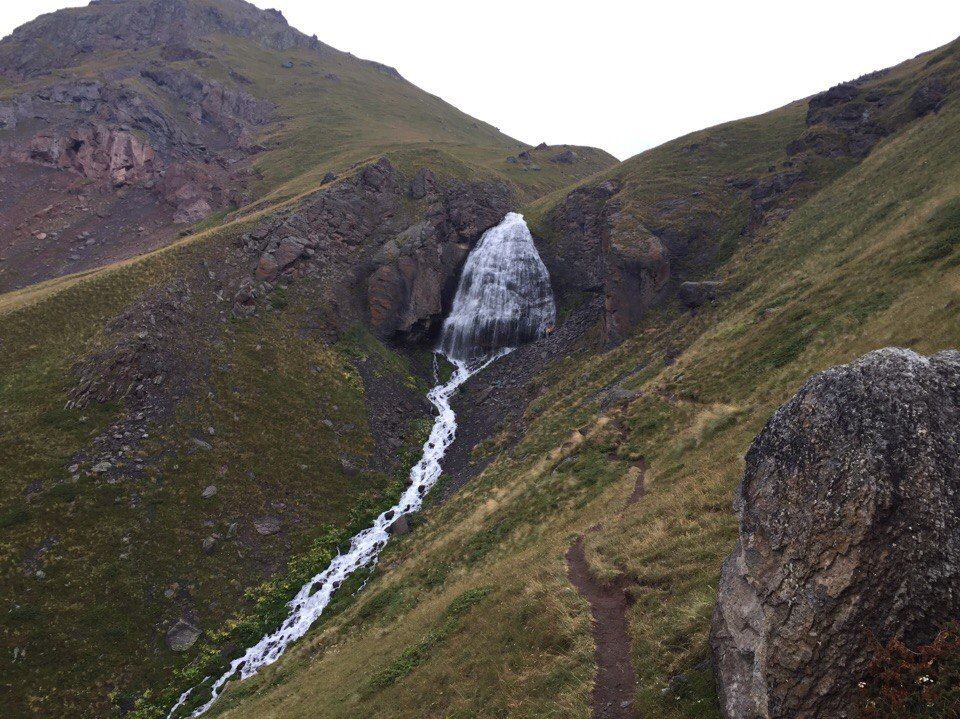
Общий вид на водопад

Водопад расположен на территории национального парка «Приэльбрусье», чуть выше и северо-западнее курортного села Терскол Эльбрусского района. Высота свободного падения воды составляет около 25 метров.

## Интересные факты
В районе водопада снимали некоторые сцены из художественного фильма Станислава Говорухина и Бориса Дурова — Вертикаль (1967), главную роль в котором исполнил Владимир Высоцкий.